# Polikarpov I-15
Le Polikarpov I-15 (russe : И-15) est un chasseur biplan soviétique des années 1930. Surnommé Tchaïka (russe : И-15 Чайка, larini), en raison de son aile supérieure en mouette,, il a été largement utilisé par l'armée de l'air soviétique. Avec le chasseur monoplan Polikarpov I-16, il a été l'un des chasseurs standards des Républicains espagnols durant la guerre d'Espagne, pendant laquelle il fut surnommé Chato par les forces aériennes républicaines, ou Curtiss (à cause de sa ressemblance avec le Curtiss F9C Sparrowhawk) par les Nationalistes.

## Conception et développement
La conception du 14e chasseur de la VVS, le I-14, commença par la confection d'un monoplan en avance pour son époque, sous la direction d'Andreï Tupolev. Ce projet mûrit sachant que la conception n'arriverait pas à échéance, et la VVS commanda deux biplans de « secours », les I-14A et B. Nikolaï Polikarpov venait juste d'être libéré de prison en août 1932, et le projet du I-14A lui fut confié. Quand le I-14 et le I-14A furent prêts pour la production, le modèle de Polikarpov, une évolution du chasseur I-5, devint le I-15.
Le premier vol eut lieu en octobre 1933 avec V.P. Tchkalov aux commandes, avec un moteur Wright R-1820 Cyclone d'importation. Le I-15, aussi connu sous son nom de développement, TsKB-3, était un chasseur biplan à aile supérieur en forme de mouette. Les ailes étaient en bois, le fuselage était composé d'un alliage d'acier et de duralumin, et l'arrière du fuselage était en tissu.
La production commença en 1934, motorisé à l'origine avec un M-22, une version du moteur en étoile Bristol Jupiter construite sous licence. Bien que moins puissant que le Cyclone, les avions possédant le M-22 restaient supérieurs au I-5 qu'ils remplaçaient, montrant une excellente manœuvrabilité. À partir de 1936, il fut équipé d'un moteur M-25 (production sous licence du Cyclone) de 515 kW (700 ch). Un total de 671 I-15 furent construits, 284 en Union soviétique, et 287 autres sous licence par CASA en Espagne.
L'aile supérieure en forme d'aile de mouette de l'I-15 restait très impopulaire chez certains pilotes, car elle réduisait la visibilité. Par conséquent, le bureau de conception de Polikarpov produisit une version modifiée, toujours mûe par le M-25, mais avec une aile supérieure rectiligne et plus longue. Cette version, nommée I-15bis, fut mise en production en 1937, pour un total de 2 408 I-15bis livrés au total, en 1940.

## Histoire en opérations
Le I-15 fut très utilisé en combat par les Républicains durant la guerre d'Espagne et se révéla comme étant l'un des meilleurs chasseurs biplans de son temps. Le I-15bis connu aussi son moment de gloire en Mandchourie et durant la bataille de Khalkhin Gol, lors des nombreux heurts frontaliers entre Russes et Japonais. En 1937, les I-15 des Forces aériennes nationalistes chinoises (en) combattirent l'envahisseur japonais, et montrèrent leurs limites face aux récents et rapides chasseurs monoplans japonais. Plus de 1 000 chasseurs I-15bis étaient encore en service lors de l'invasion allemande, et ils furent employés dans des missions d'attaque au sol. Vers la fin des années 1942, la totalité des I-15 et des I-15bis furent relégués à des rôles secondaires.

## Variantes

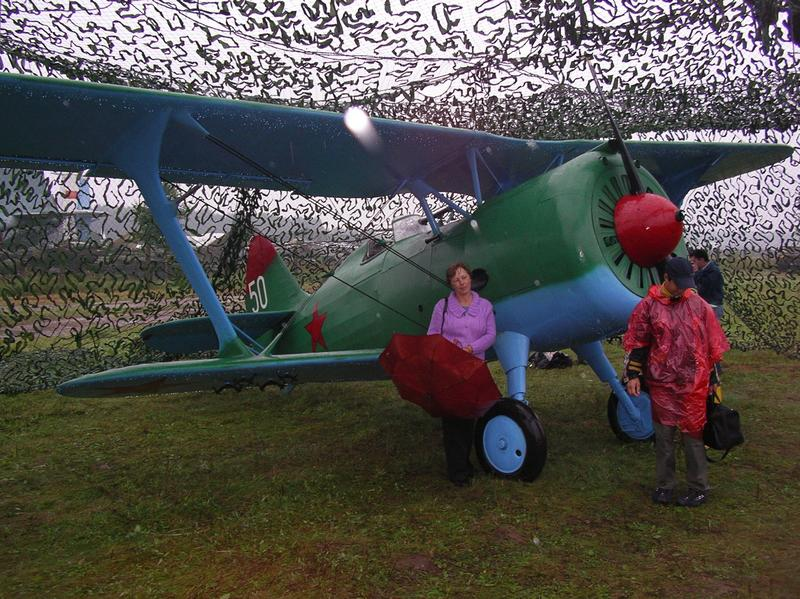
I-15bis (réplique volante), Monino, 2004. À noter l'aile supérieure rectiligne, typique du I-15bis.

TsKB-3bis
Prototype.
TsKB-3ter
Prototype avec le moteur en étoile M-25V, plus puissant.
I-15
Premières séries.
I-15bis
Chasseur biplan monoplace, armé avec quatre mitrailleuses de 7,62 mm (PV-1 ou ShKAS), et jusqu'à 150 kg de bombes. Le I-15bis était monté avec un moteur en étoile plus puissant, le Chvetsov M-25V de 570 kW (775 ch). Il possédait une aile supérieure rectiligne. Un total de 2 408 avions furent produits.
I-152
Version modernisée du I-15bis. Un seul fut construit en 1938. Il ne fut jamais produit en série, remplacé par le I-153.
I-152GK
Germetichyeskoï Kabine, cabine pressurisée. Un seul avion avec une cabine pressurisée.
I-152TK
Turbo Kompressor. Un seul avion comprenant 2 turbocompresseurs.
I-15ter (I-153)
Évolution du I-15 avec un train d'atterrissage rétractable.
UTI-1
Outchebno Trenirovotchni Istrebitel, avion d'entraînement. Modèle d'usine, version d'entraînement avec 2 sièges, un cockpit frontal avancé, double commande. 20 furent construits en 1934, mais ne furent jamais utilisés par l'armée de l'air.

## Utilisateurs
République de Chine

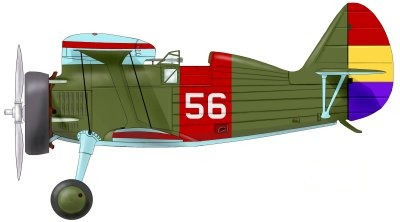
I-15 aux couleurs de la République espagnole.

- Force aérienne de la république de Chine

 Finlande
- Armée de l'air finlandaise (capturé)

 Allemagne
- Luftwaffe (capturé)

 Mongolie
- Armée populaire de Mongolie (en)- Une quarantaine d'avions en 1939

 Union soviétique
- Forces aériennes soviétiques

 République espagnole
- Forces aériennes espagnoles

## Spécifications (I-15 M-22)
Caractéristiques générales
- Équipage : 1
- Longueur : 6,10 m
- Envergure : 9,75 m
- Hauteur : 2,20 m
- Surface alaire : 21,9 m2
- Masse à vide : 1 012 kg
- Masse typique : 1 415 kg
- Moteur : 1   Moteur en étoile M-22 de 353 kW (480 ch) [8]

 Performances 
- Vitesse maximale : 350 km/h
- Distance franchissable : 500 km
- Plafond : 7 250 m
- Vitesse ascensionnelle : 7,6 m/s
- Charge alaire : 65 kg/m2
- Rapport poids-puissance : 0,25 kW/kg

Armement

- * 4 × mitrailleuses PV-1 de 7,62 mm  fixes tirant vers l'avant ou
- 2 × mitrailleuses Berezin BS de  12,7 mm tirant vers l'avant
- Jusqu'à 100 kg de bombes ou
- 6 × roquettes RS-82 (en)